# 郁言
郁言（？—？），字從忠，浙江紹興府山陰縣人，民籍，明朝政治人物。

## 生平
嘉靖三十四年（1555年）乙卯科浙江鄉試第五十八名舉人。嘉靖三十八年（1559年）中式己未科會試第六十三名，三甲第一百八十名進士。嘉靖四十年，接替鄧球，擔任南直隶常州府宜興縣知縣，后由李江接任知縣。

## 家族
曾祖郁臻；祖父郁瓛；父郁柬。前母金氏；母吳氏。慈侍下。